# (7654) 1991 VV3
(7654) 1991 VV3 est un astéroïde de la ceinture principale découvert en 1991.

## Description
(7654) 1991 VV3 a été découvert le 11 novembre 1991 à Kushiro (Japon) par Seiji Ueda et Hiroshi Kaneda.

### Caractéristiques orbitales
L'orbite de cet astéroïde est caractérisée par un demi-grand axe de 2,38 UA, un périhélie de 1,88 UA, une excentricité de 0,21 et une inclinaison de 3,25° par rapport à l'écliptique. Du fait de ces caractéristiques, à savoir un demi-grand axe compris entre 2 et 3,2 UA et un périhélie supérieur à 1,666 UA, il est classé, selon la JPL Small-Body Database, comme objet de la ceinture principale.

### Caractéristiques physiques
(7654) 1991 VV3 a une magnitude absolue (H) de 14,4 et un albédo estimé à 0,260.